# Gura Văii (okręg Arad)
Gura Văii – wieś w Rumunii, w okręgu Arad, w gminie Pleșcuța. W 2011 roku liczyła 161 mieszkańców. 